# Zgnilizna pierścieniowa podstawy pnia drzew owocowych
Zgnilizna pierścieniowa podstawy pnia drzew owocowych – choroba drzew owocowych wywołana przez Phytophthora cactorum. Jest to organizm grzybopodobny zaliczany do lęgniowców. Atakuje on nie tylko drzewa owocowe, ale także wiele innych gatunków drzew, zarówno uprawianych, jak i dziko rosnących. W leśnictwie wywołana przez niego choroba jest nazywana fytoftorozą drzew.

## Zagrożenie i szkodliwość
Wśród roślin sadowniczych  Phytophthora cactorum atakuje wszystkie gatunki drzew ziarnkowych i pestkowych, a także truskawki. Najbardziej jednak zagraża sadom jabłoniowym. W ciągu ostatnich 20 lat sady ekstensywne zastąpiono sadami intensywnymi, często zblokowanymi na dużych powierzchniach, wprowadzono do uprawy nowoczesne odmiany i podkładki, oraz cały szereg nowoczesnych metod uprawy. Pozwoliło to znacznie zwiększyć wydajność sadów, przy równoczesnym zmniejszeniu pracochłonności. Niestety przyczyniło się także do znacznego wzrostu natężenia chorób. Wiele nowych odmian mających cenne własności jest podatnych na choroby kory i drewna, nowoczesne podkładki 'M 9' powodują, że miejsce szczepienia jest łatwo atakowane przez patogeny.
Największe zagrożenie choroba stanowi w tych przypadkach, gdy pojawi się na szyjce korzeniowej, lub na dolnej części pnia.

## Objawy
Na korze porażonych drzew powstają brązowo-brunatno-fioletowe, wilgotne przebarwienia i zapadające się plamy. Kora usycha i pęka, jej miękisz obumiera. Spod obumarłej kory widoczne staje się drewno. U podstawy pnia tworzą się rany. Liście żółkną i przedwcześnie opadają. Przebarwienia i jamy kory stopniowo rozszerzają się, w końcu obejmując cały obwód pnia. Gdy to nastąpi, cały pień obumiera. Patogen poraża także owoce, powodując ich zgnilizny. U jabłek początkowo mają one postać brunatnych, gnilnych plam.
Podobne objawy powoduje rak kory drzew owocowych. Występuje on głównie na konarach, podczas gdy zgnilizna pierścieniowa atakuje podstawę pędu.

## Epidemiologia
Patogen zimuje w ziemi w postaci grzybni oraz w porażonych częściach roślin w postaci przetrwalnikowych oospor. Wytwarzane w zoosporangiach zarodniki typu pływka wnikają do roślin głównie przez rany kory, np. w miejscu szczepienia. Infekcji może dokonywać także grzybnia. Najczęściej atakowane są jabłonie 6-10 letnie, zwłaszcza gdy rosną na glebach wilgotnych i ciężkich (glina). Rozprzestrzenieniu się choroby sprzyjają okresy letnie o wysokiej temperaturze i dużej ilości deszczu. W Polsce infekcja zazwyczaj następuje w drugiej połowie lata.

## Ochrona
Można zapobiegać chorobie przez szereg działań:
- Stosowanie odpowiednich podkładek do okulizacji drzewek. Odporna na zgniliznę pierścieniową podstawy pnia jest ‘P 2’, mało podatne są ‘M.7’, ‘P 14’, ‘M.9’ i ‘P 22’, średnio podatne są ‘M.26’, ‘P 60’, ‘P 16’, ‘P 22’,. Najbardziej wrażliwa jest ‘MM.106’
- Podkładki wrażliwe okulizować powyżej 10 cm nad ziemią
- Nie zakładać sadów na terenach podmokłych z ciężką glebą
- Chore drzewa należy wykarczować i spalić. Przez okres 4–5 lat na tym miejscu nie należy sadzić nowych drzew
- Gdy uszkodzenie jest niewielkie, należy wyciąć porażoną korę, a ranę zabezpieczyć maścią sadowniczą lub fungicydami z dodatkiem farby emulsyjnej
- Podczas kwitnienia drzew ziarnkowych profilaktycznie opryskiwać fungicydami fosfoorganicznymi podstawę ich pnia i ziemię wokół niego.